# Hermetia aurata
Hermetia aurata är en tvåvingeart som beskrevs av Luigi Bellardi 1859. Hermetia aurata ingår i släktet Hermetia och familjen vapenflugor. Inga underarter finns listade i Catalogue of Life.